# ポベートール
ポベートール（古希: Φοβήτωρ, Phobētōr）は、ギリシア神話の神で、夢の支配者オネイロイ（単数形：オネイロス）の一柱である。獣の形を取る夢であり、悪夢を生むとされる。phobetorは「怖れさせるもの」の意。イケロス（Ikelos, Icelus, Icelus）とも呼ばれる。ニュクス（夜）の息子であり、ヒュプノス（眠り）とタナトス（死）の兄弟。